# Grzegorzowice Wielkie
Grzegorzowice Wielkie (do 1965 Grzegorzowice Okupne, dawn. Grzegorzowice-Wincentynów)  – wieś w Polsce położona w województwie małopolskim, w powiecie krakowskim, w gminie Iwanowice.
W latach 1975–1998 miejscowość administracyjnie należała do województwa krakowskiego.

Integralne części miejscowości: Brzózki, Wielki Dół.